# شارلن كاي
شارلن كاي (بالإنجليزية: Charlene Kaye)‏ هي عازفة قيثارة ومغنية أمريكية، ولدت في 12 سبتمبر 1986 في هونولولو في الولايات المتحدة.